# Ордин, Вилор Николаевич
Вилор Николаевич Ордин (род. 12 декабря 1939, с. Тимковичи, Копыльский район, Минская область, Белорусская ССР, СССР) — предприниматель, управленец и государственный деятель Приднестровской Молдавской Республики.
Депутат Верховного совета Приднестровской Молдавской Республики III—IV созывов с 2000 по 2010.
Генеральный директор ЗАО «Тиротекс» с 2005 по 2013. Кандидат экономических наук.

## Биография
Родился 12 декабря 1939 в селе Тимковичи Копыльского района Минской области Белорусской ССР.

### Образование
В 1966 окончил Новосибирский электротехнический институт по специальности «электроприводы и автоматизация промышленных установок».
Кандидат экономических наук.

### Трудовая деятельность
С 1975 работает на Тираспольском ХБК начальником цеха КИПиА, затем главным метрологом. В марте 1987 был избран Генеральным директором Тираспольского производственного хлопчатобумажного объединения. 
В 1996 был назначен председателем правления АОЗТ «Тиротекс». С 2005 по январь 2013 — генеральный директор ЗАО «Тиротекс».
Член экономического совета при Президенте Приднестровской Молдавской Республики. Член Высшего консультативного совета по науке и технике Приднестровской Молдавской Республики при Правительстве Приднестровской Молдавской Республики. Член совета директоров предприятий Республики при Президенте Приднестровской Молдавской Республики.
С 2000 по 2010 — депутат Верховного совета Приднестровской Молдавской Республики III и IV созывов. Член Комитета по экономической политике, бюджету и финансам. Член комиссии по контролю за деятельностью органов власти и управления, должностных лиц по исполнению ими законов.
В 2012 выпустил автобиографическую книгу «Вилор Ордин. Белая ткань жизни».

## Семья
Женат, трое детей.
Сын Александр — предприниматель, председатель правления ЗАО «Тиротекс Банк».

## Награды
награды СССР
- Орден «Знак Почёта» (1986)

награды Приднестровской Молдавской Республики
- Медаль «За трудовую доблесть» (1992)
- Грамота Президента Приднестровской Молдавской Республики (10 декабря 1993) — за достигнутые успехи в деле повышения экономического потенциала Республики и за большой личный вклад в становление и развитие крупнейшего предприятия региона, лидера лёгкой промышленности[14]
- Грамота Президента Приднестровской Молдавской Республики (13 декабря 1994) — за высокие достижения в развитии лёгкой промышленности в период перехода к рыночной экономике, большой личный вклад в управление объединением и в связи с 55-летием со дня рождения[15]
- Орден Республики (30 августа 1995) — за большой личный вклад в создание, организацию и развитие Приднестровской Молдавской Республики и в связи с 5-й годовщиной её образования[16]
- Орден Почета (3 декабря 1998) — за многолетний, добросовестный труд и в связи с 25-летием со дня основания Акционерного общества закрытого типа «Тиротекс»[17]
- Орден «За личное мужество» (2 декабря 1999) — за мужество и профессионализм, большой личный вклад в развитие лёгкой промышленности Приднестровской Молдавской Республики и в связи с 60-летием со дня рождения[18]
- Медаль «10 лет Приднестровской Молдавской Республике» (17 августа 2000) — за активное участие в становлении, защите и строительстве Приднестровской Молдавской Республики и в связи с 10-й годовщиной со дня образования[19]
- Грамота Президента Приднестровской Молдавской Республики (6 июня 2001) — за личный вклад в развитие лёгкой промышленности Республики, высокие организаторские способности, многолетний, добросовестный труд и в связи с профессиональным праздником — Днём работника лёгкой промышленности[20]
- Орден «Трудовая Слава» (21 августа 2002) — за многолетний, добросовестный труд, высокий профессионализм и в связи с 10-летием со дня образования Министерства промышленности Приднестровской Молдавской Республики[21]
- Медаль «Участнику миротворческой операции в Приднестровье» (29 июля 2002) — за активную поддержку и оказание помощи Миротворческим Силам в проведении мероприятий по установлению и поддержанию мира и в связи с 10-летием со дня начала Миротворческой операции в Приднестровье[22]
- Почётное звание «Заслуженный работник Приднестровской Молдавской Республики» (19 ноября 2003) — за многолетний, добросовестный труд, высокий профессионализм и в связи с 30-летием со дня образования АОЗТ «Тиротекс»[23]
- Медаль «15 лет Приднестровской Молдавской Республике» (2005)
- Орден «За заслуги» II степени (2009)[24]
- Медаль «За заслуги в миротворческой операции» (2012)[25]
- Звание «Почётный гражданин Тирасполя» (2008)[5]
- Орден Г. А. Потёмкина-Таврического (2024)[26][27]

общественные награды
- Лауреат государственного конкурса Приднестровской Молдавской Республики «Человек года-2002»[28]
- Лауреат городского конкурса «Признание — 2007» в сфере промышленности и энергетики[29]

## Примечание
1. 1 2  Назначение нового Генерального Директора и планы компании на 2013 год. 18 января 2013. Архивировано 2 декабря 2013. Дата обращения: 26 ноября 2013.
2. ↑  Ордин Вилор Николаевич. Дата обращения: 26 ноября 2013. Архивировано 3 декабря 2013 года.
3. ↑  Ордин Вилор Николаевич. Дата обращения: 26 ноября 2013. Архивировано 2 декабря 2013 года.
4. ↑  ИГОРЬ СМИРНОВ ПОЗДРАВИЛ ВИЛОРА ОРДИНА С 70-ЛЕТИЕМ. Архивировано 24 сентября 2015. Дата обращения: 26 ноября 2013.
5. 1 2  Почетные граждане города Тирасполя. Дата обращения: 26 ноября 2013. Архивировано 13 ноября 2013 года.
6. ↑  Указ Президента Приднестровской Молдавской Республики от 18.11.1994 г. № 277 «О внесении дополнений в Указ Президента Приднестровской Молдавской Республики от 28.09.1994 г. № 220 „О создании экономического совета при Президенте Приднестровской Молдавской Республики“». Дата обращения: 30 июля 2021. Архивировано 30 июля 2021 года.
7. ↑  Постановление Правительства Приднестровской Молдавской Республики от 30.04.1999 г. № 118 «О создании Высшего консультативного совета по науке и технике Приднестровской Молдавской Республики при Правительстве Приднестровской Молдавской Республики». Дата обращения: 30 июля 2021. Архивировано 30 июля 2021 года.
8. ↑  Распоряжение Президента Приднестровской Молдавской Республики от 27.05.2009 г. № 531-рп «Об организации совета директоров предприятий Республики при Президенте Приднестровской Молдавской Республики». Дата обращения: 30 июля 2021. Архивировано 30 июля 2021 года.
9. ↑  Постановление Верховного совета Приднестровской Молдавской Республики от 29.12.2005 г. № 2 «О признании полномочий избранных депутатов Верховного совета Приднестровской Молдавской Республики IV созыва». Дата обращения: 26 ноября 2013. Архивировано 11 декабря 2015 года.
10. ↑  Постановление Верховного совета Приднестровской Молдавской Республики от 17.01.2001 г. № 10 «О численном и персональном составе комитетов и комиссий Верховного совета Приднестровской Молдавской Республики». Дата обращения: 30 июля 2021. Архивировано 30 июля 2021 года.
11. ↑  Постановление Верховного совета Приднестровской Молдавской Республики от 11.01.2006 г. № 8 «О численном и персональном составе комитетов и комиссий Верховного совета Приднестровской Молдавской Республики». Дата обращения: 30 июля 2021. Архивировано 22 июля 2021 года.
12. ↑  Постановление Верховного совета Приднестровской Молдавской Республики от 18.03.2004 г. № 1545 «О создании Комиссии Верховного совета Приднестровской Молдавской Республики по контролю за деятельностью органов власти и управления, должностных лиц по исполнению ими законов». Дата обращения: 30 июля 2021. Архивировано 30 июля 2021 года.
13. ↑  Председатель Правительства направил поздравительный адрес Вилору Ордину в связи с выходом автобиографической книги. 6 марта 2012. Архивировано 5 декабря 2013. Дата обращения: 26 ноября 2013.
14. ↑  Распоряжение Президента Приднестровской Молдавской Республики от 10.12.1993 г. № 312-рп «О награждении грамотой Президента Приднестровской Молдавской Республики Родина В. Н.» Дата обращения: 30 июля 2021. Архивировано 30 июля 2021 года.
15. ↑  Распоряжение Президента Приднестровской Молдавской Республики от 13.12.1994 г. № 223-рп «О награждении грамотой Президента Приднестровской Молдавской Республики Ордина В. Н.» Дата обращения: 30 июля 2021. Архивировано 30 июля 2021 года.
16. ↑  Указ Президента Приднестровской Молдавской Республики от 30.08.1995 г. № 283 «О награждении государственной наградой „Орденом Республики“». Дата обращения: 30 июля 2021. Архивировано 24 июня 2021 года.
17. ↑  Указ Президента Приднестровской Молдавской Республики от 03.12.1998 г. № 439 «О награждении орденом Почёта Ордина В. Н.» Дата обращения: 26 ноября 2013. Архивировано 3 декабря 2013 года.
18. ↑  Указ Президента Приднестровской Молдавской Республики от 02.12.1999 г. № 424 «О награждении орденом „За личное мужество“ Ордина В. Н.» Дата обращения: 26 ноября 2013. Архивировано 3 декабря 2013 года.
19. ↑  Указ Президента Приднестровской Молдавской Республики от 17.08.2000 г. № 324 «О награждении юбилейной медалью „Десять лет Приднестровской Молдавской Республике“». Дата обращения: 30 июля 2021. Архивировано 6 октября 2013 года.
20. ↑  Распоряжение Президента Приднестровской Молдавской Республики от 06.06.2001 г. № 358-рп «О награждении грамотой Президента Приднестровской Молдавской Республики Левицкой Н. С., Ордина В. Н., Полоз Т. И.» Дата обращения: 30 июля 2021. Архивировано 30 июля 2021 года.
21. ↑  Указ Президента Приднестровской Молдавской Республики от 21.08.2002 г. № 504 «О награждении государственными наградами Приднестровской Молдавской Республики работников Министерства промышленности Приднестровской Молдавской Республики». Дата обращения: 30 июля 2021. Архивировано 30 июля 2021 года.
22. ↑  Указ Президента Приднестровской Молдавской Республики от 29.07.2002 г. № 461 «О награждении медалью „Участнику миротворческой операции в Приднестровье“ Ордина В. Н.» Дата обращения: 30 июля 2021. Архивировано 30 июля 2021 года.
23. ↑  Указ Президента Приднестровской Молдавской Республики от 19.11.2003 г. № 530 «О награждении государственными наградами Приднестровской Молдавской Республики работников акционерного общества закрытого типа «Тиротекс»». Дата обращения: 30 июля 2021. Архивировано 30 июля 2021 года.
24. ↑  О награждении орденом «За заслуги» II степени ОРДИНА В.Н. (30 ноября 2009). Дата обращения: 26 ноября 2013. Архивировано 25 марта 2016 года.
25. ↑  Указ Президента ПМР №493 «О награждении медалью «За заслуги в Миротворческой операции» (31 июля 2012). Дата обращения: 30 мая 2013. Архивировано 30 мая 2013 года.
26. ↑  Официальный сайт Президента Приднестровской Молдавской Республики — О награждении орденом Г.А. Потемкина-Таврического ОРДИНА В.Н. — Указы. president.gospmr.org. Дата обращения: 12 декабря 2024.
27. ↑  Вилор Ордин награждён орденом Григория Потёмкина-Таврического. novostipmr.com. Дата обращения: 12 декабря 2024.
28. ↑  В Приднестровье названы люди 2002 года. 24 декабря 2002. Архивировано 2 декабря 2013. Дата обращения: 26 ноября 2013.
29. ↑  Архив городского конкурса «Признание». Дата обращения: 26 ноября 2013. Архивировано 2 декабря 2013 года.